# Pekka Hirsjärvi
Heimo Pekka Hirsjärvi, född 25 juli 1919 i Viborg, död 7 mars 2007, var en finländsk kemist.
Hirsjärvi blev student 1937, filosofie kandidat 1947, filosofie magister 1950, filosofie licentiat 1953 och filosofie doktor 1955. Han blev docent vid Helsingfors universitet 1955 och var professor i organisk kemi där 1958–1982. Han skrev bland annat Über eine Totalsynthese der Isofenchosäure (akademisk avhandling, 1952) och invaldes som ledamot av Finska vetenskapsakademien 1959.